# Günter Cronau
Günter Cronau (* 16. März 1931 in Siegen; † 7. September 2012 in Arnsberg) war erster Stadtdirektor der neuen Stadt Arnsberg.

## Leben
Cronau studierte Rechtswissenschaften und promovierte zum Dr. jur. Er war Mitglied der CDU. Er war Verwaltungsbeamter und vor der kommunalen Neugliederung 1975 kurze Zeit Oberkreisdirektor des Kreises Arnsberg. Nach dem Zusammenschluss der Städte Arnsberg und Neheim-Hüsten sowie der umliegenden Gemeinden war er erster Stadtdirektor dieser neuen Stadt Arnsberg. Diese Position füllte er von 1975 bis 1993 aus.
Daneben engagierte sich Cronau ehrenamtlich beim deutschen Roten Kreuz und bei der evangelischen Kirchengemeinde in Arnsberg. Er war von 1979 bis 1991 Hauptvorsitzender des Sauerländischen Gebirgsvereins (SGV). In seine Amtszeit fiel 1990 die Ausrichtung des Deutschen Wandertages und das 100-jährige Jubiläum des Vereins. Später war er dessen Ehrenvorsitzender. 
Außerdem verfasste er verschiedene meist heimatgeschichtliche Beiträge. So schrieb er über die Geschichte des SGV von 1965 bis 2005. Auch einen Beitrag zum SGV in der Zeit des Nationalsozialismus hat er veröffentlicht. Außerdem stellte er die Schriften und Tagebücher von Franz Keßler (Franz Keßler – Kreuz statt Hakenkreuz) zusammen.